# Saint-Gilles (Ille-et-Vilaine)
Saint-Gilles is een gemeente in het Franse departement Ille-et-Vilaine (regio Bretagne). De plaats maakt deel uit van het arrondissement Rennes. Saint-Gilles telde op 1 januari 2022 5.489 inwoners.

## Geografie
De oppervlakte van Saint-Gilles bedroeg op 1 januari 2022 20,72 vierkante kilometer; de bevolkingsdichtheid was toen 264,9 inwoners per km².

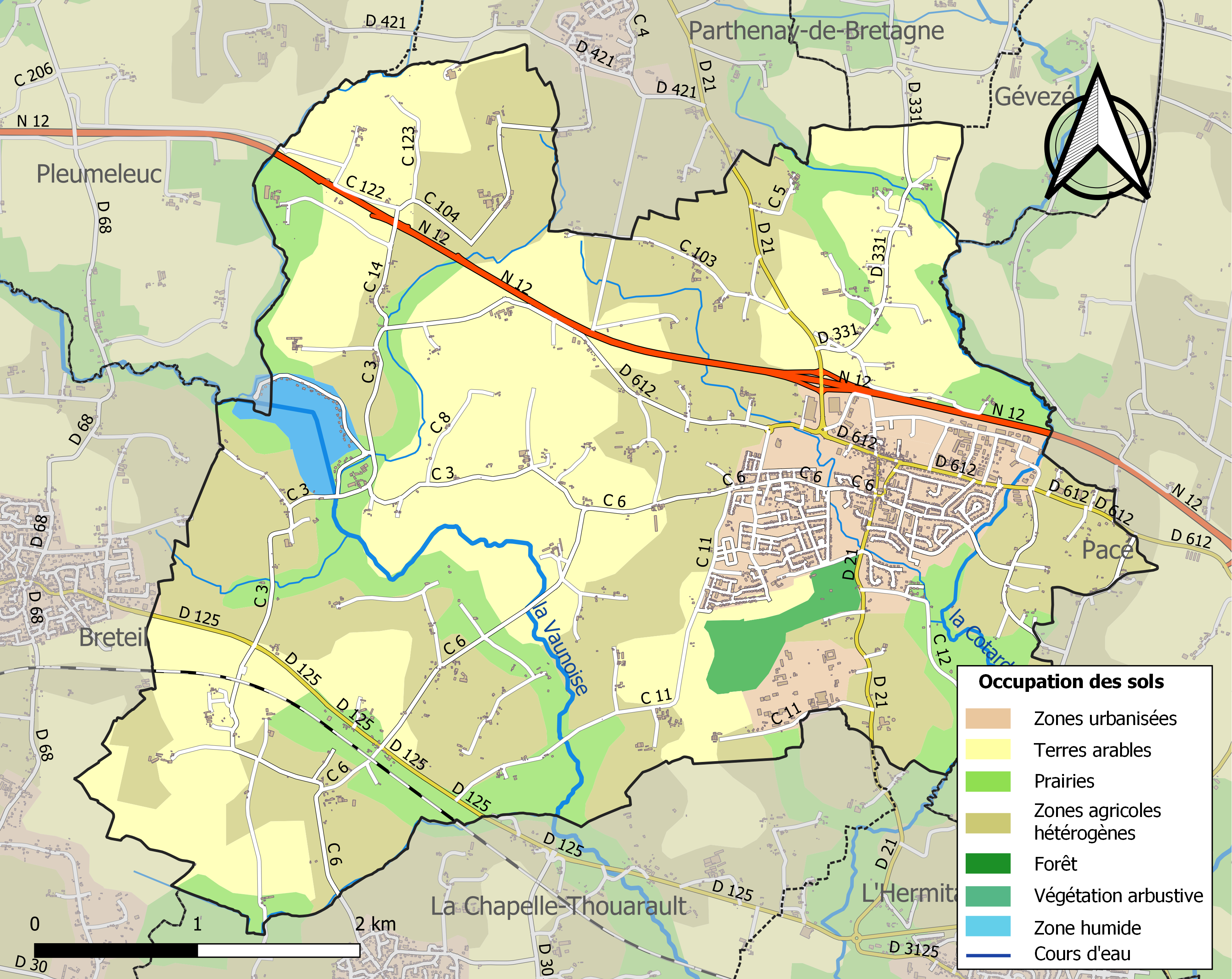
Kaart van de gemeente met belangrijkste infrastructuur, bodemgebruik en omliggende gemeenten

## Demografie
Onderstaande figuur toont het verloop van het inwonertal, bron: INSEE-tellingen .